# Cytheretta
Cytheretta är ett släkte av kräftdjur. Cytheretta ingår i familjen Cytherettidae.
Kladogram enligt Catalogue of Life:
| Cytheretta | \| \| Cytheretta corrugata \| \| \| \| \| \| Cytheretta edwardsi \| \| \| \| \| \| Cytheretta louisianensis \| \| \| \| \| \| Cytheretta minutipunctata \| \| \| \| \| \| Cytheretta rothwelli \| \| \| \| \| \| Cytheretta teshekpukensis \| \| \| \| \| \| Cytheretta tracyi \| \| \| \| |
|            | \| \| Cytheretta corrugata \| \| \| \| \| \| Cytheretta edwardsi \| \| \| \| \| \| Cytheretta louisianensis \| \| \| \| \| \| Cytheretta minutipunctata \| \| \| \| \| \| Cytheretta rothwelli \| \| \| \| \| \| Cytheretta teshekpukensis \| \| \| \| \| \| Cytheretta tracyi \| \| \| \| |
|            | Protocytheretta |
|            | |
|            | Cytheretta corrugata |
|            | |
|            | Cytheretta edwardsi |
|            | |
|            | Cytheretta louisianensis |
|            | |
|            | Cytheretta minutipunctata |
|            | |
|            | Cytheretta rothwelli |
|            | |
|            | Cytheretta teshekpukensis |
|            | |
|            | Cytheretta tracyi |
|            | |

|  | Cytheretta corrugata      |
|  |                           |
|  | Cytheretta edwardsi       |
|  |                           |
|  | Cytheretta louisianensis  |
|  |                           |
|  | Cytheretta minutipunctata |
|  |                           |
|  | Cytheretta rothwelli      |
|  |                           |
|  | Cytheretta teshekpukensis |
|  |                           |
|  | Cytheretta tracyi         |
|  |                           |